# Jacek Krzynówek
Jacek Kamil Krzynówek, född 15 maj 1976 i Kamieńsk, är en polsk före detta fotbollsspelare.

## Karriär

### Klubblag
Jacek Krzynówek startade sin seniorkarriär i RKS Radomsko där han spelade i två år, innan han flyttade till Raków Częstochowa för ytterligare en säsong. 1997 värvades han av GKS Bełchatów, där han med 15 mål under sin första säsong var en bidragande orsak till att klubben gick upp i Ekstraklasa. Sejouren i högstaserien blev dock 1-årig vilket gjorde att Krzynówek såldes till tyska FC Nürnberg 1999.
2001 var han med om att föra upp Nürnberg till Bundesliga och blev dessutom utsedd till årets mittfältare i 2. Bundesliga. Säsongen 2003/04 gjorde Krzynówek sin bästa säsong i klubben med 12 mål, Nürnberg åkte dock ur Bundesliga och han såldes därför till Bayer Leverkusen sommaren 2004.
Under säsongen 2004/05 var han tillsammans med Andrij Voronin och Dimitar Berbatov en av lagets bästa spelare. I Champions League vann man bland annat mot Real Madrid och Roma. 2006 skrev Krzynówek på för VfL Wolfsburg, innan han värvades av Hannover 96 där han avslutade sin karriär 2010.

### Landslag
Krzynówek gjorde debut för Polens landslag 10 november 1998 mot Slovakien. Han var med i både VM 2002 och VM 2006, samt EM 2008. Han gjorde sin sista landskamp mot Slovenien 9 september 2009 och spelade totalt 96 landskamper och gjorde 15 mål.

## Meriter
VfL Wolfsburg
- Bundesliga: 2009

Individuellt
- Årets spelare i Polen: 2003, 2004